# ジョン・W・キャンベル
ジョン・ウッド・キャンベル・ジュニア（John Wood Campbell Jr., 1910年6月8日 - 1971年7月11日）は、アメリカ合衆国の小説家、SF作家、編集者。SF雑誌『アスタウンディング・サイエンスフィクション』（後の『アナログ』誌）の編集長を1937年から亡くなる直前まで務め、いわゆるSF黄金時代を築いた立役者の1人とされている。
アイザック・アシモフはキャンベルについて「SF界で最も強力な力を振るった人物で、特に編集長としての最初の10年間は完全にSF界を支配した」と評した。
作家としては、スペースオペラを本名で発表し、パルプ・マガジン的でない小説はドン・A・スチュアート (Don A. Stuart) の名で発表した。しかし、『アスタウンディング』誌の編集長となってからは創作をほとんどやめている。

## 生涯
1910年、ニュージャージー州ニューアークに生まれる。父は冷酷な性格の電気技師だった。母は優しかったが気まぐれなところがあった。母には双子の姉妹がいて、幼いジョンはその叔母に嫌われていた。ジョンは母と叔母を見分けることができず、叔母を母と間違っては冷たく拒絶されていた。
マサチューセッツ工科大学 (MIT) に入学し、ノーバート・ウィーナーと友達になった。18歳でSFを書き始め、すぐに雑誌に作品が売れるようになった。21歳のころにはパルプ・マガジン作家としてある程度名が知られるようになったが、ドイツ語の試験に落ちてMITを中退させられた。その後デューク大学で1年間過ごし、1932年に物理学の学士号を得て卒業した。
1931年に最初の結婚をしたが、1949年に離婚、1950年に再婚した。人生の大半をニュージャージー州で過ごし、同州の自宅で亡くなった。

## 作家としての経歴
19歳のとき、『アメージング・ストーリーズ』誌1930年1月号にて "When the Atoms Failed" という短編で作家デビューした。実はそれ以前に "Invaders from the Infinite" という作品も『アメージング』誌に売れていたが、編集者が原稿を紛失してしまい、掲載されなかった。初期作品にはスペース・オペラの『アーコット、モーリー&ウェード』シリーズなどがある。科学性の強い作風は1930年代のアメリカSF界において高く評価された。
キャンベルは宇宙冒険ものの作家として、まず地位を確立した。1934年に違った傾向の作品を書き始めたとき、妻の旧姓 (Stewart) から考案したペンネームを使った。
1930年から1930年代末ごろまで、キャンベルはどちらの筆名でも成功を収めた。ドン・A・スチュアート名義で発表された傑作として「薄暮」（アスタウンディング誌、1934年11月）、「夜」（アスタウンディング誌、1935年10月）、「影が行く」（アスタウンディング誌、1938年8月）がある。「影が行く」は、南極探検隊が異星人の宇宙船の残骸を発見する話で、不定形の悪意ある異星生命体が登場する。この作品は、『遊星よりの物体X』（1951年）、『遊星からの物体X』（1982年）、『遊星からの物体X ファーストコンタクト』（2011年）として3度映画化されている。「影が行く」が発表された当時、キャンベルは28歳で、様々な雑誌に電子工学や無線工学についての記事を書いていたころだった。キャンベルはアマチュア無線を趣味としていた。
SF作家としての代表作には、月面探検隊のサバイバル生活をリアルに描いた『月は地獄だ!』（1951年）が挙げられる。

## 編集者としての影響
1937年後半、F・オーリン・トレメインはキャンベルを『アスタウンディング』誌の編集者として雇った。編集長となるのは1938年5月のことであるが、作品の買い付けはそれ以前から任されるようになっていた。編集長に就任するとキャンベルは早速改革に乗り出し、「ミュータント」という言葉を独特な小説を意味するのに使い、1938年3月には誌名を『アスタウンディング・ストーリーズ』から『アスタウンディング・サイエンス・フィクション』に変えた。
1938年3月にレスター・デル・レイを見出したのを手始めとして、1939年には多数の新人作家を発掘することになった。これが「SF黄金時代」の始まりであり、特に1939年7月号が大きな転換点となった。7月号にはA・E・ヴァン・ヴォークトのデビュー作「黒い破壊者」、アシモフの「時の流れ」が掲載され、8月号にはロバート・A・ハインラインのデビュー作「生命線」、9月号にはシオドア・スタージョンのデビュー作が掲載された。
1939年には、ファンタジー専門誌『アンノウン』を創刊した。『アンノウン』誌は戦争中の紙不足のため4年で休刊となったが、その編集方針は現代のファンタジーに重大な影響を及ぼした。
キャンベルはSF黎明期の最も重要で影響力のあった編集者とされている。"The Encyclopedia of Science Fiction" には「現代SFの形成に最も影響を与えた人物」と紹介されている。ロバート・A・ハインライン、A・E・ヴァン・ヴォークト、アイザック・アシモフなど多くの一流SF作家を育てた。また「亜光速で航行中の宇宙船が直角に方向転換する」ような作品を排除してSFの質を高めることに尽力した（ただしキャンベルの強硬な姿勢は後に反発を招いた）。これらの功績と創作活動によって、1940年代アメリカSFの立役者の一人と見なされている。
キャンベルは作家にアイデアを示唆したことでもよく知られており、先に買い取った表紙のイラストにマッチしたストーリーを作家に依頼することもあった。編集者としては特に、初期のアシモフとの関係で知られている。出世作となった短編「夜来たる」は彼のアイディアであり、有名な「ロボット工学三原則」もアシモフの短編を元に彼が定式化したものである。ただし一方で悪影響もあり、アシモフの『ファウンデーションシリーズ』で異星人が登場しないのは、白人至上主義者で異星人すら蔑視していたキャンベルとの衝突をアシモフが避けたためである。アシモフはキャンベルの影響について次のように記している。

例示、指示、迷いのない一貫した主張によってキャンベルはアスタウンディング誌やその後のSFを彼の型に嵌めていった。彼は、SFのそれ以前の方向性を捨てさせた。彼は、それまでの登場人物の在庫を一掃し、安っぽいプロットを根絶し、日曜の新聞の科学解説にあるような設定を根絶した。一言で言えば、彼はパルプ・マガジンのどぎつさを抹消した。代わりに彼はSF作家に科学を理解し人間を理解することを要求し、1930年代の既成のパルプ作家にはそれは難しい注文だった。キャンベルはその点では全く妥協しなかった。彼の要求に応えられない作家の作品は買わず、その大変革は10年前にハリウッドで無声映画からトーキーへの変革が起きたのと同様の大変さだった。
キャンベルが要求した思索的でもっともらしいSFのタイプの典型として、クリーヴ・カートミルの短編 "Deadline" がある。これは1944年、史上初の核兵器が使われる1年前の作品である。『アナログ』誌編集長としてキャンベルの後継者となったベン・ボーヴァは、この作品について「原子爆弾の基本的製造法を解説したもので（中略）戦前の科学専門誌に掲載された論文から得た科学情報を駆使してキャンベルと作者が構築したものである。彼らにとって、ウラニウム爆弾の構造は完全に明らかだったようだ」と記している。この小説が掲載された雑誌が発売されると、FBIがキャンベルのオフィスを急襲し、販売停止を要求した。キャンベルは、雑誌を販売禁止にしたら原子爆弾開発プロジェクトがあることを一般に宣伝するようなものだと言って、FBIを納得させた。
キャンベルはまた、トム・ゴドウィンの有名な短編「冷たい方程式」のエンディングにも責任がある。作家ジョー・グリーンによれば、キャンベルは望みのエンディングを得るまでに、3回も原稿をゴドウィンに送り返したという。ゴドウィンは何とか女の子を助ける巧妙な方法はないかと考え続けた。しかし、この古典的な物語の要点は、多くの命を救うために1人の若い女性が犠牲になるという点に尽き、彼女が生き延びた場合にはそれほど衝撃的でなかっただろう。
1950年代以降、『ギャラクシー』誌や『F & SF』誌といった新雑誌が登場し、キャンベルの直接的影響を受けていない新人作家が登場するようになった。

## 思想
キャンベルは、独断的社説を各号に掲載することでよく知られていた。その内容は時にはまったく非常識な仮説を表明しており、小説のアイデアの元ネタとすることを意図していたと見られる。それら論説をまとめた選集が1966年に出版されている。

### 奴隷制度
グリーンによれば、キャンベルは討論を活発にするために敢えて「あまのじゃく」的な位置に立って議論をふっかけるのを楽しんでいたという。例えばキャンベルは、黒人奴隷がアフリカからアメリカ南部に連れて来られて、アフリカに住んでいたときよりも高い生活水準になったと奴隷制度を奇妙な論理で擁護していた。グリーンはアシモフらの話や『アナログ』誌の論説から、キャンベルが少なくとも黒人に対して人種差別的な見方をしていると考えていた。しかし直接キャンベルと話すことで、1850年以降の急速な機械化の進展によって奴隷制が時代遅れになったという点では意見が一致した。したがって、アメリカにとっては南北戦争という重大な災厄を被るよりも、何年か我慢していれば奴隷制は自然に崩壊していただろう、という結論に達した。
1961年6月、"Civil War Centennial"（南北戦争100周年）と題した論説でキャンベルは、奴隷制度が歴史の大部分に存在したとし、現代のように奴隷制度のない文化が地球上の大半を占めている時代は特異であるとした。彼は次のように書いている。
（南北戦争がなくとも）南部は1910年までには統合されていただろう。その場合、統合は半世紀遅れることになっただろうが、流血は避けられた。（中略）奴隷制度をなくす唯一の方法は、産業の導入である（中略）熟練した有能な機械工、例えば旋盤をうまく扱える者なら、その肌の色が黒かろうが、白かろうが、紫だろうが、水玉模様だろうが、経営者にとっては何の違いもない。

### 喫煙
生涯にわたってヘビースモーカーであり、シガレットホルダーなしの姿はめったに目撃されていない。1961年1月にアメリカ政府は喫煙の危険性を初めて一般に警告した。すると『アナログ』誌1964年9月号で、イングランド王ジェームズ1世の書いた嫌煙本の題名にちなんで "A Counterblaste to Tobacco"（タバコへの逆風）と題した論説を掲載した。その中で「喫煙と癌の相関関係はほとんどない」という持論を展開し、タバコの鎮静効果によって思考が明晰になると主張した。

### 疑似科学と政治姿勢
1950年代になると、キャンベルは疑似科学的理論に傾倒するようになり、何人かの作家が距離を置くようになっていった。ニュートンの第3法則に反すると見られる「ディーンドライブ」や超能力を増幅するとされた「ヒエロニムスマシン」などを好意的に紹介するようになった。テレパシーなどの超能力を扱った作品を好んで掲載するようになった。ダウジングを信奉する発言も行っている。
1949年、キャンベルはダイアネティックスにも興味を持つようになった。彼は『アスタウンディング』誌に掲載したL・ロン・ハバードの最初の記事について「これまでに出版された最も重要な記事であることを絶対に保証する」と書いている。彼は自身もダイアネティックスの技法を使って成功したと主張した。
アシモフは「多くの作家はキャンベルに売り込むために疑似科学的な小説を書いたが、よい作家（私もその1人だが）は『アスタウンディング』誌から退却した」と書いている。また別のところでアシモフは「キャンベルは常識離れしたアイデアを好んだ。（中略）それを（私も含めて）多くの作家に強いて苦痛を与えたが、読者の好奇心をかきたてることは彼の義務だったとも言える。彼は一連の論説を書き始め（中略）中には極右的ともいえる社会的観点を擁護するものもあった（たとえば1968年の大統領選挙ではジョージ・ウォレスへの支持を表明している）。これについては苦言を呈する者が多かった」と書いている。
キャンベルが育てた作家の一人であるアーサー・C・クラークは、その自伝でキャンベルについて、「彼は晩年に近づくにつれて、ありとあらゆる（ひかえめに言っても）論争を呼ぶアイデア―ダイアネティックス、超心理学、反重力機械（〝ディーン駆動〟）、極端な政治的見解―に関与し、かつての示唆に富む編集後記は意味不明に近くなった。」と書いている。

## 人柄と評価
デーモン・ナイトはキャンベルの風貌を「太っていて、ブロンドの髪を逆立たせ、挑発的な睨み方をする人物」と表現している。「6フィート1インチでタカのような風貌で、一見して怖そうである」とはサム・モスコウィッツの言である。アシモフは「背が高く、髪の毛は明るい色で、幅広の顔に薄い唇、常にシガレットホルダーをくわえていた」と書いている。
さらにアシモフはキャンベルについて「話好き、独断的、移り気で高圧的。彼と話をするということは、彼の話を一方的に聞かされるということを意味していた……」と記している。ナイトもほぼ同様の意見で「キャンベルに捕まると長々と講義を聴かされることになるので、なるべくそういう事態にならないよう避けていた。キャンベルは相手の何倍も話し、特にとんでもないことを言って驚かせるのが好きだった」と述べている。
イギリスの作家で評論家のキングズリー・エイミスはキャンベルについて「社会学的注釈としてこの『アスタウンディング』誌の編集長は、際立った残忍さを持った人物であり、超能力機械を自ら発明したと思っていたようだ、とだけ付け加えたい」とそっけなく記している。
SF作家アルフレッド・ベスターは "Holiday" 誌の編集者であり、洗練されたニューヨーカーだった。彼はキャンベルを「バートランド・ラッセルとアーネスト・ラザフォードを足して2で割ったような人物」だと想像していた。そして「発狂したような邂逅」を果たしたときのことを後に語っている。それによるとキャンベルが真っ先に言ったのは、ダイアネティクスの新たな発見によってフロイトはとどめを刺されたということだった。そして、L・ロン・ハバードがノーベル平和賞を受賞するだろうと予言した。困惑するベスターにキャンベルは「思い出せ。お前の母親がお前を流産しようとしたことを思い出せるはずだ。お前は彼女を常に憎んできただろう」と言ったという。ベスターはこれについて「このことで、SF界の大多数が分別の無さを見逃しているという私の個人的意見が補強された」とコメントしている。
キャンベルは1971年、ニュージャージー州マウンテンサイドにて61歳で没した。『アナログ』誌で34年間編集長を務め、最後のころにはキャンベルが育てた著名な作家の多くは、キャンベルの奇抜な個性と風変わりな編集方針についていけず、ほとんど彼の下に原稿を送らなくなっていた。
アシモフはキャンベルについて「彼の晩年の20年間は、かつて彼がそうであったものの縮み行く影でしかなかった」と結論している。キャンベルが発掘した中でも最も成功した作家でしかも親友だったハインラインも、最終的にはキャンベルとの親交を絶っている。

## ラジオ番組と賞
1957年12月11日から1958年6月13日まで、キャンベルは "Exploring Tomorrow" という週1回のラジオ番組の司会を務めた。番組の脚本はゴードン・R・ディクスンやロバート・シルヴァーバーグに書かせていた。
1996年、Science Fiction and Fantasy Hall of Fame に殿堂入りを果たした。
1973年、キャンベルの業績を記念して、彼の名をとったジョン・W・キャンベル記念賞 (The John W. Campbell Memorial Award) とジョン・W・キャンベル新人賞 (The John W. Campbell Award for Best New Writer) が別々に設けられた。しかしキャンベル新人賞については、2019年のワールドコンにおいてジャネット・ウンが受賞スピーチでキャンベルを「ファシスト」であると批判したことによって起こった論争ののちに、「アスタウンディング新人賞」The Astounding Award for Best New Writer に改名された。

## 日本語訳書
- 『太陽系の危機』（久保書店SFノベルズ） 1979
「宇宙の食人植物」（Son of the Tree、ジャック・ヴァンス、森川かおる訳）
「太陽系の危機」（The Ultimate Weapon、ジョン・W・キャンベル・ジュニア、下地衿子訳）
- 『100万光年の死闘』（The Mightiest Machine、吉川純子訳、久保書店SFノベルズ） 1980

### 「影が行く」
- 『物体Xの恐怖 / 防衛司令官』（ジョン・W・キャンベル・Jr / ゴードン・ディクスン、矢野徹訳、鶴書房、ミステリ・ベストセラーズ） 1965
『物体Xの恐怖 / 防衛司令官』（盛光社、ジュニア・ミステリ・ブックス） 1965
- 『なぞの宇宙物体X』（内田庶訳、集英社、ジュニア版世界のSF） 1969

「空中海賊株式会社」(Piracy Prefferred)を併録
- 『影が行く』（Who Goes There? And Other Stories、矢野徹, 川村哲郎訳、早川書房、ハヤカワ・SF・シリーズ） 1967 - 短編集
「影が行く」(Who Goes There?)
「薄明」(Twilight)
「夜」(Night)
「盲目」(Blindness)
「エイシアの物語」(The Story of Aesir)
- 『影が行く - ホラーSF傑作選』（中村融訳、創元SF文庫） 2000 - アンソロジー
「消えた少女」（Little Girl Lost、リチャード・マシスン）
「悪夢団」（Nightmare Gang、ディーン・R・クーンツ）
「群体」（The Clone、シオドア・トーマス）
「歴戦の勇士」（The Oldest Soldier、フリッツ・ライバー）
「影が行く」
「探検隊帰る」（Explores We、P・K・ディック）
「吸血機伝説」（Stainless Steel Leech、ロジャー・ゼラズニイ）
「ヨー・ヴォムビスの地下墓地」（The Vault of Yoh-Vombis、クラーク・アシュトン・スミス）
「五つの月が昇るとき」（When the Five Moons Rise、ジャック・ヴァンス）
「ごきげん目盛」（Fondly Fahrenheit、アルフレッド・ベスター）
「唾の樹」（The Saliva Tree、ブライアン・W・オールディス）
- 『クトゥルフ神話への招待 - 遊星からの物体X』（ジョン・W・キャンベル・Jr, ラムジー・キャンベル, H・P・ラブクラフト、増田まもる訳、扶桑社ミステリー） 2012
「遊星からの物体X」(The Thing)
「ヴェールを破るもの」(The Render of the Veils)
「魔女の帰還」(he Return of the Witch)
「呪われた石碑」(The Stone on the Island)
「スタンリー・ブルックの遺志」(The Will of Stanley Brooke)
「恐怖の橋」(The Horror from the Bridge)
「クトゥルフの呼び声」(The Call of Cthulhu)

### 「アーコット、モーリー&ウェード」シリーズ
- 『暗黒星の恐怖』（野田昌宏訳、偕成社、SF名作シリーズ） 1970
- 『暗黒星通過!』（野田昌宏訳、早川書房、ハヤカワ文庫） 1983
「空中海賊株式会社」(Piracy Preferred)
「宇宙船ソラライト号」 (Solaraite)
「暗黒星通過!」(The Black Star Passes)

### 「月は地獄だ!」
- 『月は地獄だ!』（The Moon Is Hell!、矢野徹訳、早川書房、ハヤカワ・SF・シリーズ） 1962、のちハヤカワ文庫 1977
- 『月は地獄だ!』（矢野徹訳、岩崎書店、少年少女SFアポロシリーズ） 1969

## 映画化された作品
- 遊星よりの物体X（1951年、米）
  - 監督：クリスチャン・ナイビー、出演：マーガレット・シュリダン、ケネス・トビー、ジェームズ・アーネス
- 遊星からの物体X（1982年、米）
  - 監督：ジョン・カーペンター、出演：カート・ラッセル、A・W・ブリムリー、リチャード・ダイサート
- 遊星からの物体X ファーストコンタクト（2011年、米）
  - 監督：マティス・ヴァン・ヘイニンゲンJr.、出演：メアリー・エリザベス・ウィンステッド、ジョエル・エドガートン、ウルリク・トムセン